# Катусев, Александр Филиппович
Алекса́ндр Фили́ппович Ка́тусев (15 мая 1939, Быховский район, Могилёвская область — 21 августа 2000, Краснодарский край) — советский военный юрист, Главный военный прокурор, заместитель Генерального прокурора СССР, генерал-лейтенант юстиции, государственный советник юстиции 1-го класса.

## Биография
Родился 15 августа 1939 года в селе Кузьковичи Быховского района Могилёвской области, Белорусская ССР, СССР
В конце 1950-х окончил Днепродзержинское металлургическое училище по специальности «металлург» и работал на Днепровском металлургическом комбинате имени Ф. Э. Дзержинского. В 1965 окончил Харьковский юридический институт. С 1966 следователь гарнизонной прокуратуры в Забайкальском военном округе.
В органах прокуратуры Александр Филиппович проработал около 30 лет: следователем, старшим следователем, прокурором и начальником следственного отдела, начальником следственного управления, наконец, начальником Главного следственного управления. Служил военным юристом, следователем и прокурором на Крайнем Севере, в Забайкалье, на Дальнем Востоке. С 1987 по 1989 заместитель Генерального прокурора СССР, с 1989 по 1991 Главный военный прокурор и заместитель Генерального прокурора СССР.
В 1988—1989 годах Главный военный прокурор А. Ф. Катусев занимался делом Добробабина, так как 21 июля 1988 г. в Военную коллегию Верховного суда СССР поступило заявление пенсионера Ивана Евстафьевича Добробабина, где истец просил пересмотреть его дело «на предмет полной реабилитации», в заявлении прозвучало серьезное обвинение в адрес следствия и суда (1947—1948 гг.). В связи с этим военной прокуратурой было возбуждено дело по вновь открывшимся обстоятельствам.
В 1990 году А. Ф. Катусев опубликовал в «Военно-историческом журнале» (1990, № 8-9) статью «Чужая слава». В ней он предоставил материал, в основу которого вошли архивные следственные и судебные документы по делу И. Е. Добробабина
В своей статье А. Ф. Катусев писал: «к полицейской деятельности Добробабы (настоящая фамилия Добробабина) мы еще вернемся, а сейчас закончим разговор о том, что служило „главным смягчающим обстоятельством“ при его осуждении за предательство, „главным толчком“ в неоднократных массовых кампаниях по его реабилитации. Разговор — о „геройском взводе сержанта И. Е. Добробабина“ и „подвиге командира геройского взвода“ у разъезда Дубосеково. Как уже упоминалось в предыдущей публикации, такого взвода не существовало ни в документах, ни в бою. Точно так же, как Добробабин, вопреки утверждениям Юрковой, Мясникова, Куманева и других, плохо изучавших документы, никогда не был не только командиром взвода в 4-й роте 1075-го полка панфиловской дивизии, но и помощником командира взвода». А. Ф. Катусев подчеркивает, что не существовало «взвода Добробабина». Катусев никогда не писал что не существовало взвода Клочкова.
А. Ф. Катусев цитирует Коротеева: «Наши люди геройски дерутся НА ВСЕХ УЧАСТКАХ…» и далее Катусев пишет: "Последние слова Коротеева выделены мною не случайно. В них, на мой взгляд, и заложена БОЛЬШАЯ ПРАВДА БОЛЬШОГО ПОДВИГА, сфальсифицированная затем, считаю, преступно в «героизм взвода Добробабина». Катусев подчеркивает «сфальсифицированная в героизм взвод Добробабина», он не ведет речь о взводе Клочкова.
Читаем дальше: «Массовый подвиг всей роты, всего полка, всей дивизии безответственностью не совсем добросовестных журналистов приуменьшили до масштабов мифического взвода.» Мифический «взвод Добробабина» появился благодаря Юрковой, Мясникову, Куманеву.
Катусев подытоживает: «В результате нечистоплотный человек получил почести, которых не заслужил, заимел „оружие“, с помощью которого в течение долгих лет третирует всех и вся, добиваясь привилегий и славы — ЧУЖИХ ПРИВИЛЕГИИ! ЧУЖОЙ СЛАВЫ!». Напоминаем, Добробабин добивался реабилитации.
В 1991 году после ГКЧП был отправлен в отставку.
21 августа 2000 года застрелился из именного пистолета в станице Голубицкая Темрюкского района Краснодарского края. Похоронен в Москве на Троекуровском кладбище.
Жена Мая Петровна (01.05.1938—01.02.1999). Внук — Катусев Антон Олегович, юрист. Окончил Московскую Государственную Юридическую Академию им. О. Е. Кутафина.

## Публикации
- Катусев А. Ф. Чужая слава // Военно-исторический журнал. — 1990. — № 8—9.